# 裴蘊
裴蘊（6世紀？—618年4月11日），河东郡闻喜县（今山西省运城市闻喜县）人，隋煬帝的重臣，後在宇文化及之乱中被殺。

## 生平
裴蘊的祖父是右衛将軍裴之平，父亲裴忌是南陳都官尚書，吴明徹在呂梁与北周作战失敗，裴忌被北朝囚禁，赐爵江夏郡公。裴蘊继续在陳为官，有才幹，历任直閣将軍、興寧县令。裴蘊因父在北朝，送密信给隋文帝，愿为内应。隋灭陳，文帝在投降的南朝人士中，称赞裴蘊自动归順，授儀同三司、許開府。历任洋州、直州、棣州刺史，在地方有能干的名声。
隋煬帝继位听闻裴蘊的名声，召他任太常少卿。裴蘊上奏煬帝，建议召集北周、北齐、梁、陳的乐士子弟和民間有歌舞音曲才能者归属太常，宮中乐人从此增加至3万人以上。煬帝大喜，任命他为民部侍郎。当時、天下虽然統一，但户籍遺漏严重，民众中很多隐瞒年龄，来取得租税、賦役的免除。609年，裴蘊上奏请将虚造户籍的負連帯責任，奨励密告，于是全国成人男子的户数大幅上升。煬帝赞赏裴蘊，更加親任。裴蘊作为御史大夫，与蘇威、宇文述、裴矩、虞世基共掌朝政，人称五貴。
裴蘊很能体察煬帝心中的意向，煬帝讨厌的人，他枉法治其罪；煬帝喜欢的人，他枉法加以赦免。以得煬帝欢心。以後刑罰無论大小都由他经手，刑部、大理不敢违逆。薛道衡批判煬帝誅殺高熲，而被陷害而死。蘇威進言中止高句麗遠征，而被剥奪官位，都有裴蘊讒言的作用。楊玄感之乱後，煬帝受意裴蘊，将参加反乱者数万人处死。
618年，在揚州宇文化及、司馬德戡策划对煬帝的宫廷政变，江陽县長張惠紹報告裴蘊。裴蘊便假造詔勅命来护儿率兵，在城外捕宇文化及同党。同時，计划派遣范富婁閉宮門，以救煬帝。
裴蘊将这个計划報告虞世基，虞世基不信宇文化及会反乱，裴蘊計划不得实行。宇文化及作乱，裴蘊与煬帝、虞世基同时被殺害。

## 子孙
- 子：裴愔，尚辇直长，一同遇害
- 子：裴爽，太中大夫、礼部员外郎、婺州长史
  - 孙：裴承嗣，梓州通泉县令、怀州武德县令
    - 曾孙：裴仲将（646—719年），字亘，裴承嗣第二子。尚纪王李慎第三女东光县主，官至沁州、贝州刺史、闻喜县公。生十子：裴翁庆等。

## 传記資料
- 《隋書》卷67 列传第32
- 《北史》卷74 列传第62

## 外部連結
[在维基数据编辑]
 《北史·卷074》，出自李延壽《北史》
 《隋書·卷67》，出自魏徵《隋书》